# Frans Floris
Frans Floris, mais corretamente Frans de Vriendt, vulgo Floris (1517 - 1º de outubro de 1570) foi um pintor flamengo. Era um membro de uma grande família treinada no estudo da arte em Flandres.

## Biografia
A maioria do que é sabido sobre sua juventude baseia-se em sua biografia por Karel van Mander, que tem pelo menos dez páginas, sendo uma das mais detalhadas de seu volume de biografias Schilder-boeck. Frans Floris nasceu em Antuérpia. Era filho do canteiro Cornelis I de Vriendt (morto em 1538), cuja família era "Floris", mas tão amigável era que tomou o nome "Vriendt" (amigo) e isso tornou-se o sobrenome de seu talentoso filho Cornelis Floris de Vriendt (1514-1575). Frans tinha outros dois irmãos que eram excelentes artistas: Jacques Floris, que pintava vidro, e Jan Floris, um famoso artesão que trabalhava com porcelana e que trabalhava a serviço do Rei Filipe II. Jan viajou à Espanha para fazer sua arte lá e morreu jovem, mas de acordo com Van Mander, Frans teve muitos exemplos de seus trabalhos em sua oficina que fascinavam seus discípulos. Assim como seus irmãos, Frans começou como um estudante de escultura e mais tarde desistiu para dedicar-se à pintura. Aos vinte anos foi para Liège e teve aulas com Lambert Lombard, que o encorajava bastante a estudar na Itália.

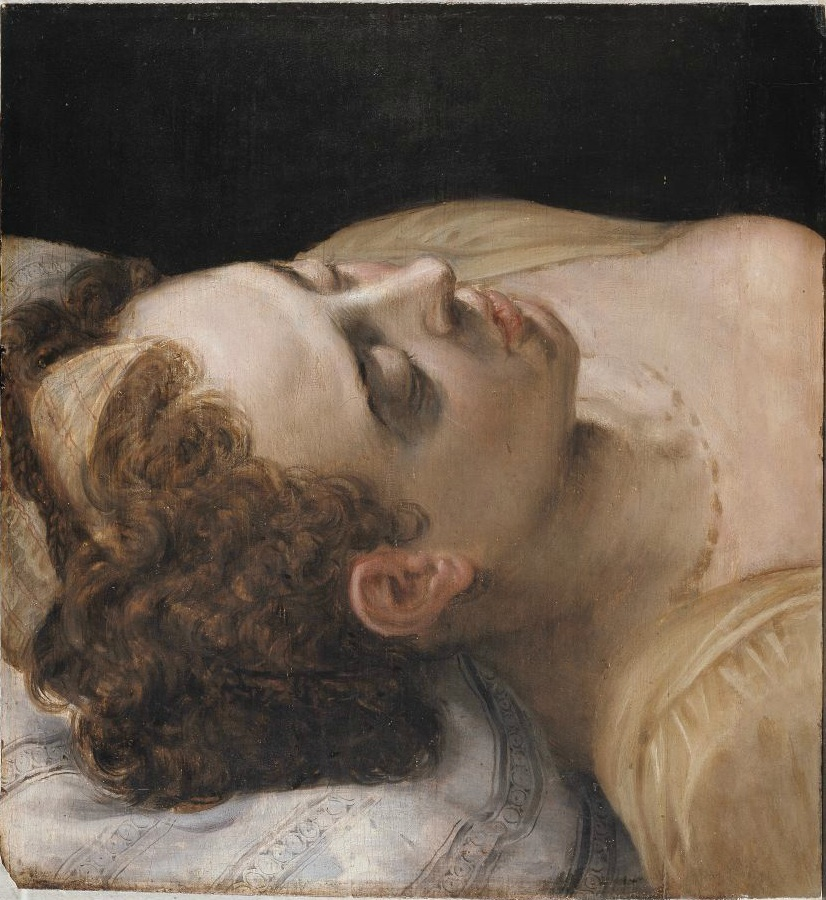
Cabeça de uma mulher, por Frans Floris (1554) Óleo sobre madeira, 33 por 39,5 cm, Rubenshuis.

Floris viajou para Roma e rapidamente enamorou0se com a pintura local (particularmente com Michelangelo). Fez vários rascunhos com giz vermelho que seus pupilos criticavam avidamente. Ao retornar para casa, abriu uma oficina ao modelo italiano e teve tanto sucesso que subiu à sua cabeça: Floris perdeu para o alcool. De acordo com Van Mander, Dirk Volkertsz Coornhert enviu uma carta a ele afirmando que Albrecht Dürer acreditava que Frans tinha mais consideração com a sua arte do que com a sua própria vida. Aparentemente, Coornhert não era o único preocupado, já que a esposa de Floris, Clara, também demonstrava apreensão. Foi nesta época que o irmão de Frans, Cornelis, construiu um palácio para si na Antuérpia com uma fachada de calcário azul (Orduyn-steen) e luxuosas decorações (tais como um papel de parede trabalhado em gravura em couro no quarto). Acreditava-se que com seu próprio palácio com um ateliê ele se tornaria um melhor gerenciador e pai de família, mas de acordo com Van Mander, o contrário aconteceu e sua renda anual desceu de incríveis 1000 florins para nada além de dívidas na sua idade já avançada.

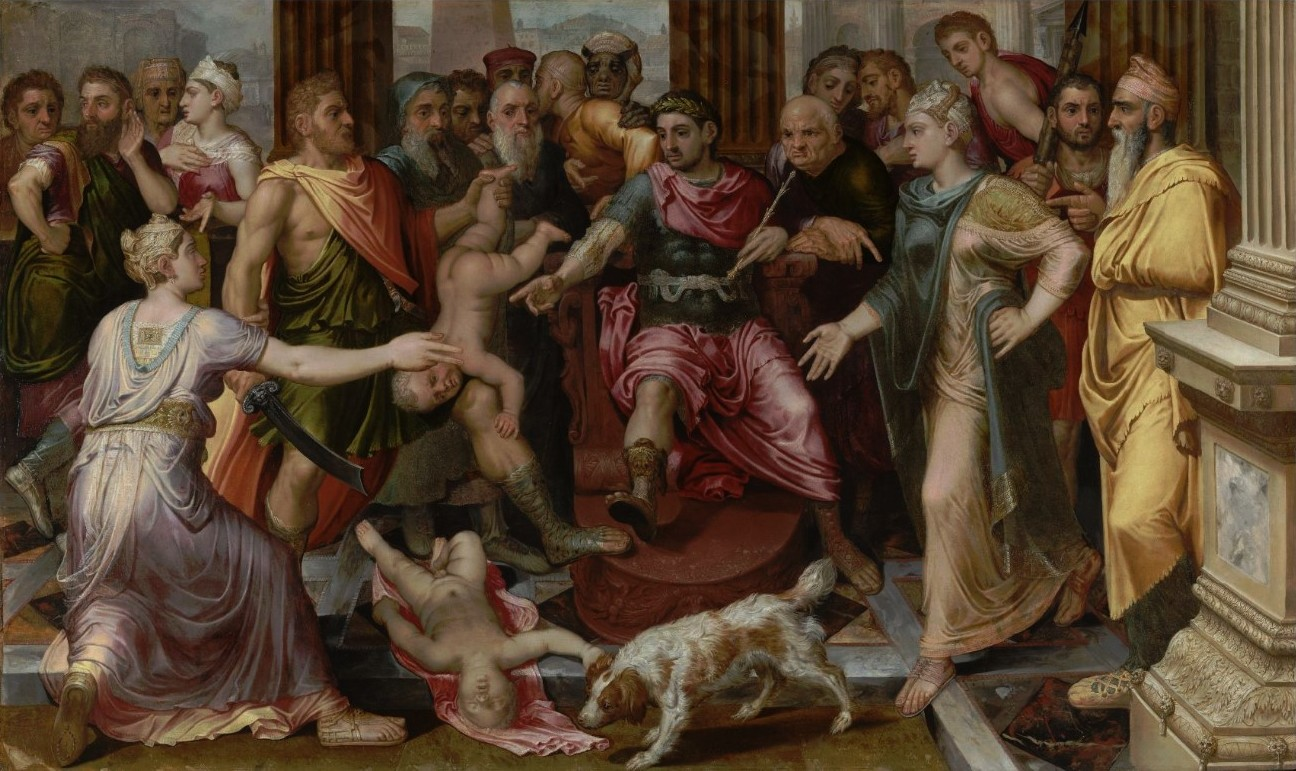
O julgamento de Salomão

Deveria ter sido divertido para seus alunos, contudo, já que era dito que ele conseguia beber uma Franckfoorder debaixo da mesa. Seus alunos o adoravam e quando seu velho professor Lambert Lombard veio visitá-lo e disse que ele não era nada além de um "ladrão de ideias", os pupilos de Frans quase o lincharam, impedidos pelo próprio Frans, que simplesmente ria. Van Mander chega a dizer que ele quase sempre pagava generosamente pupilos que desejassem ficar até mais tarde para despi-lo (tirando seus sapatos e meias) e colocá-lo na cama antes que fossem embora. Diz, ainda, que de acordo com Frans Menton, Floris era amado por seus pupilos por lhes permitir uma liberdade que os outros mestres da Antuérpia jamais dariam. Uma lista de seus 120 discípulos foi feita por um pequeno grupo deles que se se reuniu depois de sua morte.

## Obra

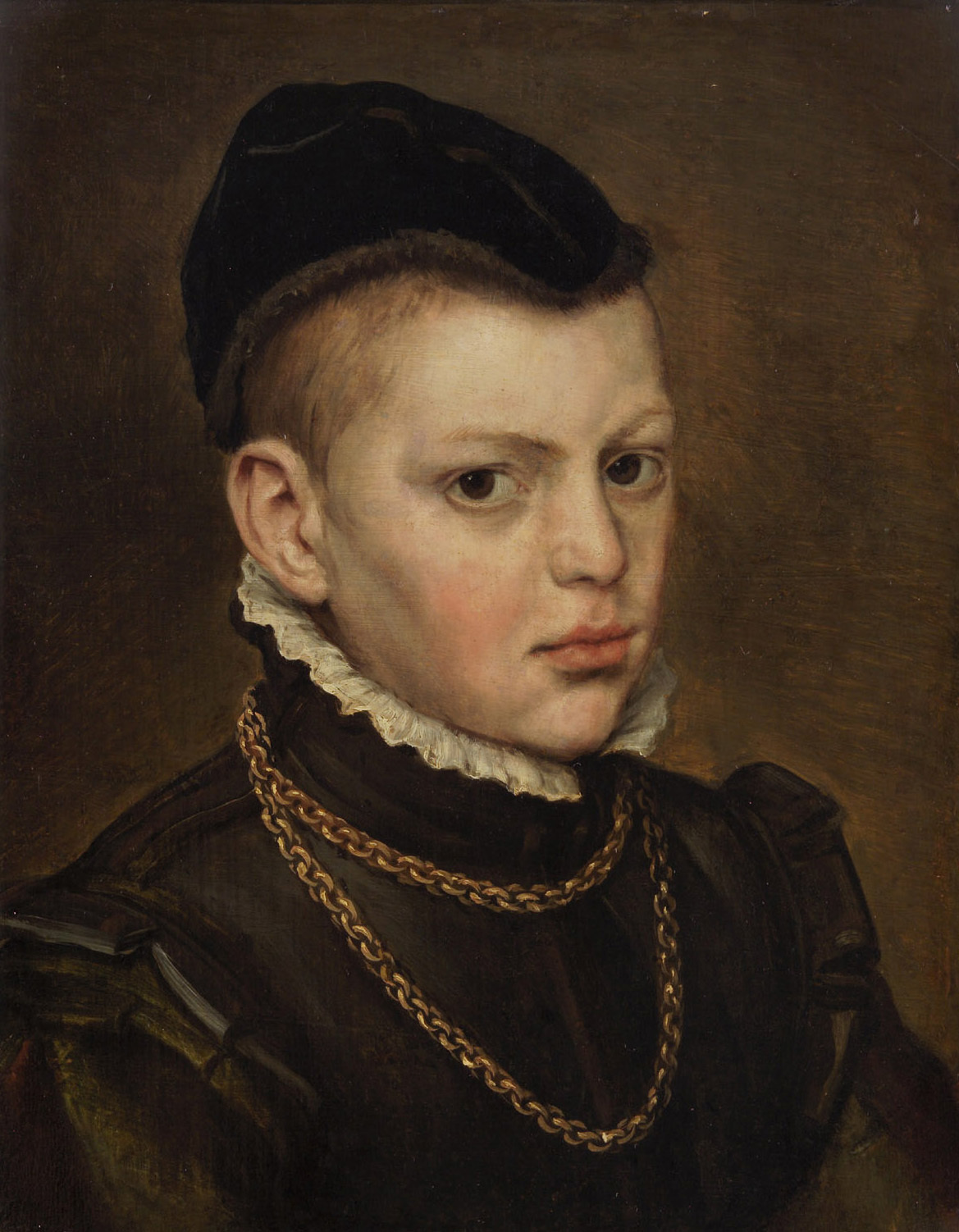
Jovem garoto, 1553

Van Mander inclui uma lista de proeminentes altares de igreja supostamente provenientes do ateliê de Frans. Contudo, de acordo com o historiador, não eram somente o trabalho de Floris, mas de um time dinâmico de vários pupilos sob sua tutela. Floris pintou uma série de grandes quadros para as casas de campo de nobres espanhóis e villas dos patrícios da Antuérpia. Floris é conhecido por ter ilustrado a lenda de Hércules em dez trabalhos e as artes liberais em seis para Nicolaas Jongelinck, um mercador da Antuérpia, além de ter adornado o palácio do duque de Aarschot, em Beaumont, com catorze paineis colossais.
Poucos de seus trabalhos chegaram a nós, possivelmente devido à destruição de muitos nas insurreições iconoclastas na Antuérpia na segunda metade do século XVI e também por esta era da pintura flamenca ter caído no desgosto da comunidade artística. A mais antiga tela existente de Floris é a Marte e Vênus enredados por Vulcano no Museu de Berlim (1547). Há outros trabalhos em Aalst, Antuérpia, Copenhaga, Dresden, Florença, Zoutleeuw, Madrid, São Petersburgo, Châlons-en-Champagne e Viena.
A audácia e força que o trabalho de Floris apresentam possui reflexos no estilo monumental de seus modelos italianos. A execução técnica revela uma mão rápida, coloração brilhante e maestria da anatomia nem sempre evidente na arte holandesa daquele tempo. Floris deveu muito da sua reputação à esperteza com que seus trabalhos foram transferidos para cobre por Hieronymus Cock, Cornelis Cort e Theodor Galle.

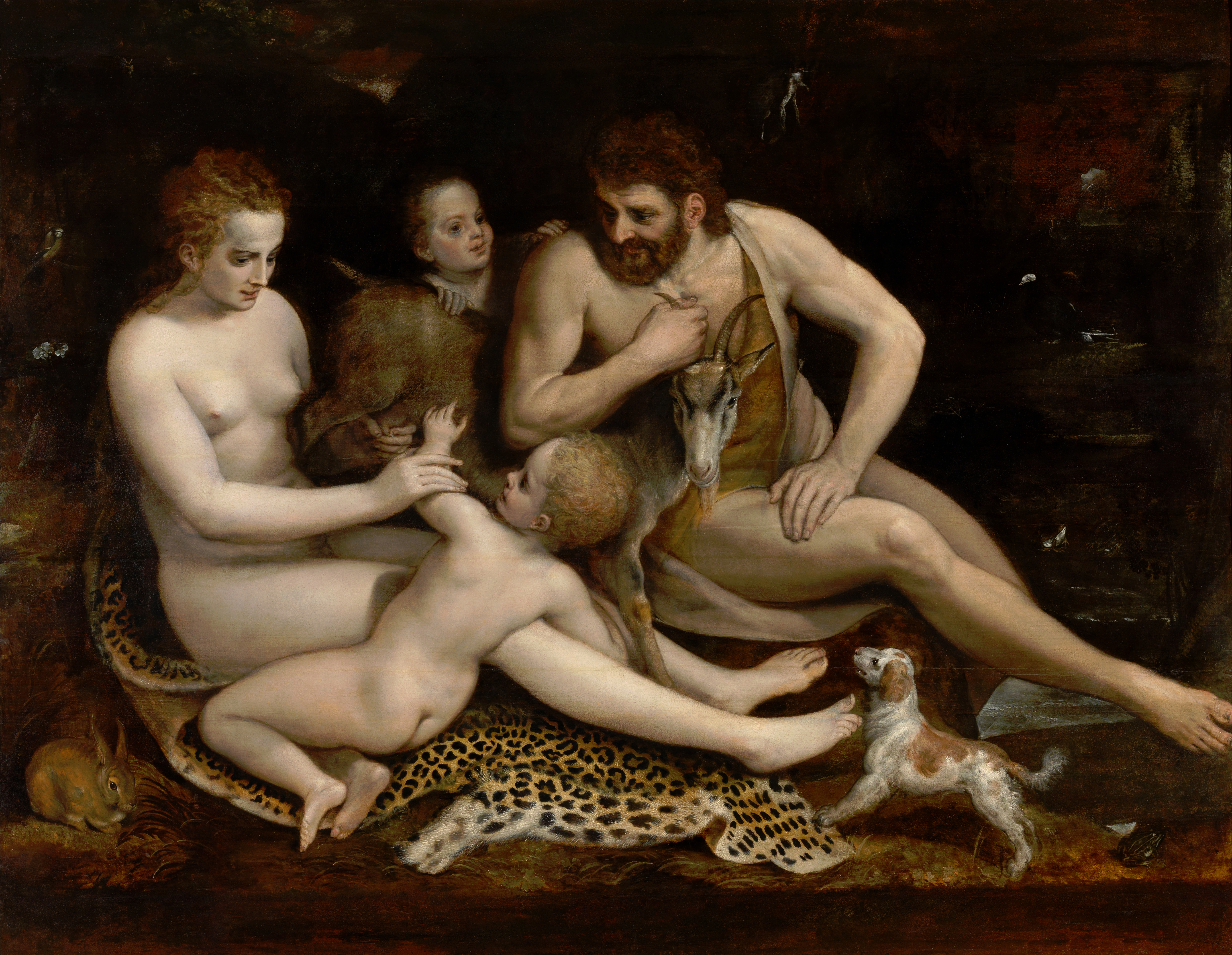
Adão e Eva com os seus filhos

## Legado
Enquanto Floris estava trabalhando em uma Crucificação de 9,7 m e uma Ressurreição de mesmo tamanho para o Grão-Prior da Espanha, contraiu uma doença e morreu em 1º de outubro de 1570 na Antuérpia. Suas pinturas para o Grão-Prior foram terminadas por Frans Pourbus o velho e Crispin van den Broeck Tinha um lema: "Als ick werck, dan leef ick: als ick spelen gae, dan sterf ick": "Quando eu trabalho, eu vivo; quando eu brinco, eu morro." Poemas foram escritos sobre ele por Dominicus Lampsonius e pelo poeta e pintor Lucas de Heere que, de acordo com Van Mander, era seu discípulo.
De acordo com o Instituto Holandês de História da Arte, seus pupilos eram Joos de Beer (que mais tarde foi o mestre de Abraham Bloemaert), George Boba, Hendrick van den Broeck, Marten van Cleve, Ambrosius Francken, Frans Francken I, Frans Menton e Isaac Claesz van Swanenburg. A lista de Van Mander era: Crispin van den Broeck, Joris van Ghent (que serviu o rei Filipe II), Marten (e seu irmão Hendrick) van Cleve, Lucas de Heere, Anthonie Blocklandt van Montfoort, Thomas van Zirickzee, Simon van Amsterdam, Isaac Claesz van Swanenburg, Frans Menton, George Boba, os três irmãos Francken: Jeroen, Frans e Ambrosius, Joos de Beer, Hans de Maier van Herentals, Apert Francen van Delft, Lois van Brussel, Thomas van Coelen, Hans Daelmans van Antwerpen, Evert van Amersfoort, Herman van der Mast,  Damiaen van der Goude, Jeroen van Vissenaken, Steven Croonenborgh uyt den Hage, and Dirck Verlaen van Haerlem.